# بنو قنطوراء
بنو قنطوراء هم شعب ذكر في الأحاديث النبوية، ويقصد بهم الترك التتر المغول. وقد جاء في أخباره النبي محمد بقتال الترك وبأنهم يسلبون الأمر من قريش إذا لم يقيموا الدين. فقد روى الحاكم عن بريدة رضي الله عنه قال: قال رسول الله صلى الله عليه وسلم: يجئ قوم صغار العيون، عراض الوجوه كأن وجوههم الحجف، فيلحقون أهل الإسلام بمنابت الشيح كأني أنظر إليهم، وقد ربطوا خيولهم بسواري المسجد، قيل: يا رسول الله، من هم؟ قال: الترك. وروى ابن أبي شيبة والشيخان وأبو داود والترمذي ومحمد بن ماجه والنسائي عن أبي هريرة رضي الله عنه قال: قال رسول الله صلى الله عليه وسلم: لا تقوم الساعة حتى يقاتل المسلمون، وفي لفظ: حتى يقاتلوا الترك، صغار الاعين، حمر الوجوه، ذلف الانوف، كأن وجوههم المجان المطرقة. وفي لفظ: قوما وجوههم كالمجان المطرقة، يلبسون الشعر، ويمشون في الشعر. وفي لفظ: لا تقوم الساعة حتى تقاتلوا قوما نعالهم الشعر، وليأتين على أحدكم زمان لأن يراني أحب إليه من أن يكون له مثل أهله، وماله وروى الإمام أحمد والبزار والحاكم بسند صحيح عن بريدة قال: سمعت رسول الله صلى الله عليه وسلم يقول: ان أمتي يسوقها قوم عراض الوجوه صغار الاعين، حتى كأن وجوههم الحجف ثلاث مرات، حتى يلحقوهم بجزيرة العرب، أما السابقة الأولى فينجو من هرب منهم، وأما الثانية فينجوا بعض ويهلك بعض، وأما الثالثة فيصطلمون من بقي منهم. قالوا: يا رسول الله، من هم؟ قال: الترك والذي نفسي بيده ليربطن خيولهم إلى جنب سواري المسلمين.
وروى أبو يعلى عن معاوية رضي الله عنه قال: سمعت رسول الله صلى الله عليه وسلم يقول: لتظهرن الترك على العرب حتى تلحقها بمنابت الشيح والقيصوم. وروى الطبراني وأبو نعيم عن ابن مسعود رضي الله عنه قال: قال رسول الله صلى الله عليه وسلم: اتركوا الترك ما تركوكم، فان أول من يسلب أمتي ملكهم وما خولهم الله بنو قنطوراء. وروى الطبراني والحاكم عنه قال: كأني بالترك قد أتتكم على براذين محدمة الاذان حتى تربطها بشط الفرات.
وروى أبو نعيم عن أبي بكرة رضي الله عنه قال: قال رسول الله صلى الله عليه وسلم: ان أرضا تسمى (هامش) هذا المثبت على لغة (أكلوني البراغيث) أو كما يسميها ابن مالك لغة (يتعاقبون فيكم ملائكة) المشهور (فيصطلح من بقي منهم) وهو رأي جمهور قبائل العرب.
البصرة أو البصيرة ينزلها ناس من المسلمين عندهم نهر يقال له: دجلة يكون لهم عليها جسر، ويكثر أهلها، فإذا كان في آخر الزمان جانبوا فنظروا كأنهم عراض الوجوه صغار الاعين حتى ينزلوا على شاطئ النهر فتتفرق الناس عند ذلك فرقا، فرقة تلحق بأصلها فيهلكون، وفرقة تأخذ على أنفسها فيفرون، وفرقة تقاتلهم قتالا شديدا فيفتح الله على بقيتهم.
وبنو قنطوراء ممدود، ويقصد (الترك)، ومنه حديث حذيفة يوشك بنو قنطوراء أن يخرجوا أهل العراق من عراقهم كانى بهم خزر العيون خنس الانوف عراض الوجوه، أو بنو قنطوراء (السودان) وبه فسر حديث أبى بكرة إذا كان آخر الزمان جاء بنو قنطوراء، أو هي جارية كانت لإبراهيم صلى الله عليه وسلم ولدت له أولادا، وهي من نسلها الترك والصين. ومما يستدرك عليه قنطرة قرطبة العديمة النظير والقنطرة التي ذكرها الزمخشري على نهر بين لسيوء ونهر منصور، والقنطرة قرية بالجيزة من مصر، والقنيطرة مصغرا موضع قريب من الشام، ومما على نهر عيسى في غربي بغداد مما لم يذكر هم المصنف من القناطر المعروفة قنطرة دمحا، وقنطرة الرومية، وقنطرة الزياتين، وقنطرة الاشنان، وقنطرة الرمان، وقنطرة المفيض أورد هم ياقوت.
الواحد تركي كروم ورومي وزنج وزنجي _ج اتراك_ يقال انهم بنو قنطوراء وهي أمة الخليل عليه السلام، والمشهور انهم أولاد يافث بن نوح، وقيل انهم الديلم ومنهم التتار، وقيل نسل تبع قاله الجلال في التوشيح، وفي الحديث اتركوا الترك ما تركوكم. قلت وقد اعتمد النمري النسابة على انهم من أولاد يافث كما ذكره ابن الجواني في المقدمة.